# Makadam-Straße bei Pfingstberg

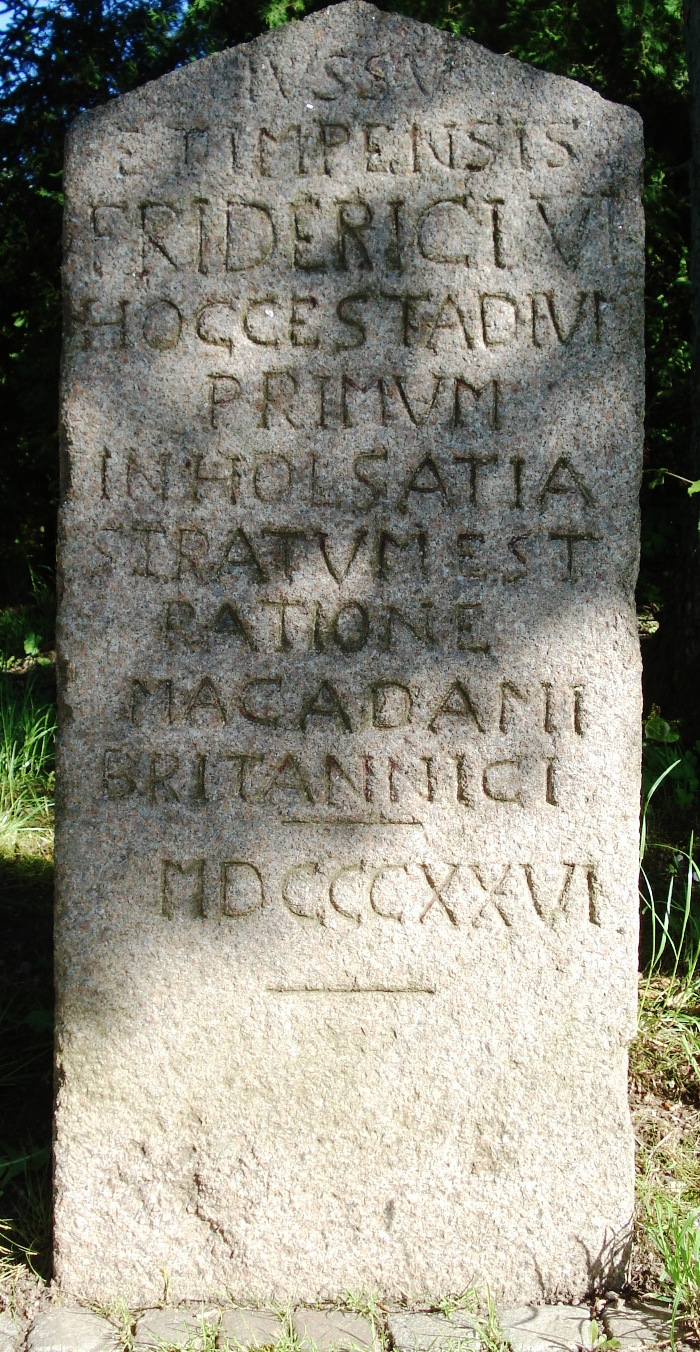
Denkmal in Pfingstberg zu Erinnerung an den Bau der Makadam-Straße

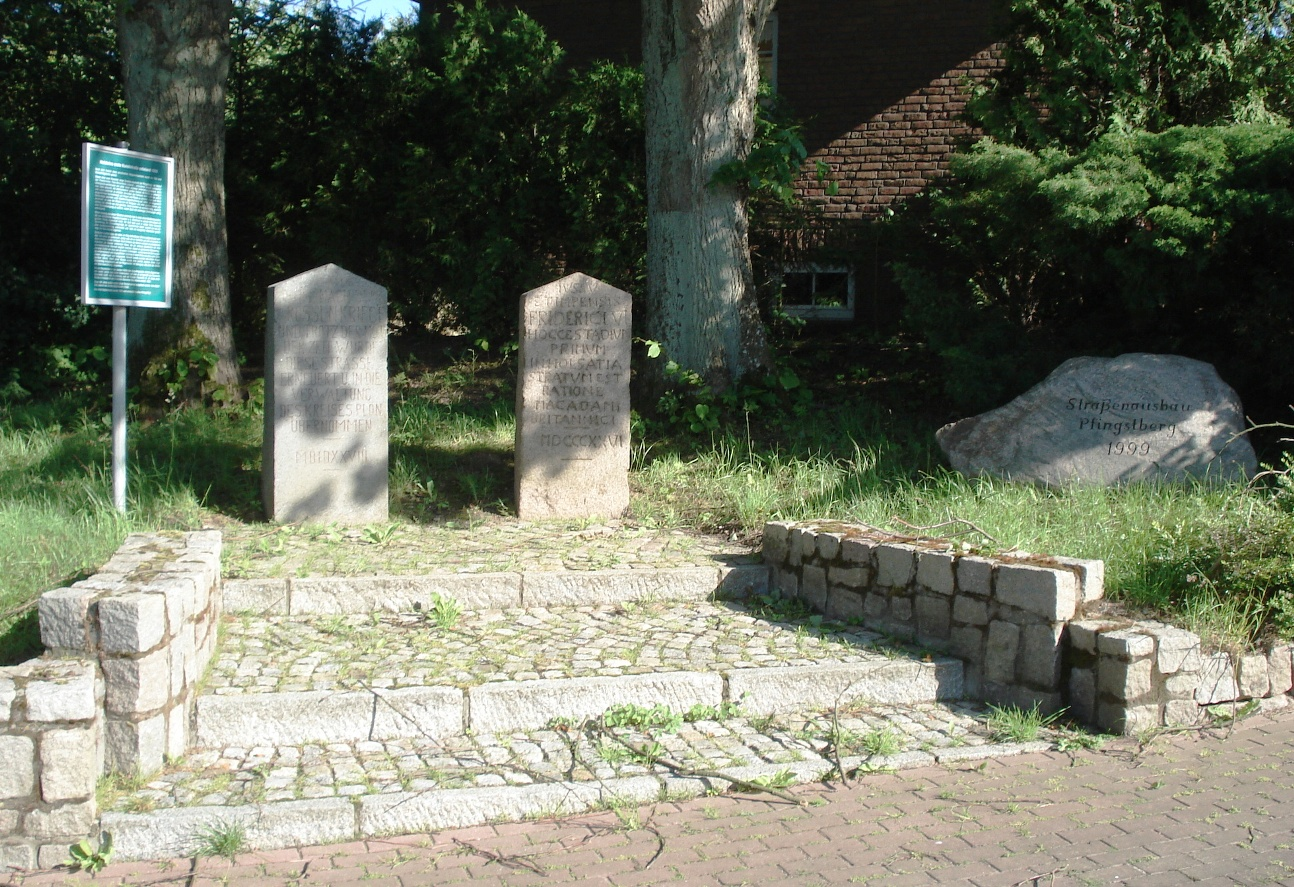
Erinnerungsstätte in Pfingstberg – drei Steine und eine Informationstafel

Die Makadam-Straße bei Pfingstberg war die erste im Herzogtum Holstein gebaute Kunststraße/Chaussee. Die Straße wurde 1825/1826 nach dem Makadam-Verfahren erbaut.
Die mit der nach dem neuen Verfahren erbaute Straße gemachte Erfahrung führte dazu, dass das Makadam-Verfahren für den Bau aller weiteren Kunststraßen in Holstein (bis 1867) Verwendung fand. Die erste längere Strecke, die daraufhin gebaut wurde, war die ab 1830 errichtete Altona-Kieler Chaussee – weshalb die Makadam-Straße bei Pfingstberg als „Versuchsstraße“ bezeichnet wird.
Für den Bau der Straße wurde das ca. 2 km lange Teilstück der Straße von Plön nach Lübeck (heute Teil der Landesstraße 309) bei dem Dorf Pfingstberg (Gemeinde Bösdorf) ausgewählt, das bis dahin aufgrund des besonders schwierigen Untergrundes – sandig und mit einem steilen Geländeeinschnitt bei Pfingstberg – nur schwierig zu befahren war.
Der dänische König und Herzog von Holstein Friedrich VI. ließ die Straße nach dem von dem Schotten John Loudon McAdam entwickelten Verfahren (das später nach ihm als „Makadam-Verfahren“ bezeichnet wurde) erbauen.
Um das erforderliche Baumaterial Steinschotter zu gewinnen, wurden die vor Ort befindlichen Feldsteine (die z. T. als Straßenpflaster der vorherigen Straße gedient hatten) zerkleinert (was durch vorheriges Erhitzen der Steine im Feuer und anschließendes schnelles Abkühlen erleichtert wurde). Dieses Vorgehen war erforderlich, da es in Schleswig-Holstein aus geologischen Gründen keinen geeigneten Steinbruch gibt.
Zum Gedenken an den Bau der Straße wurde 1826 ein behauener Stein mit der lateinischen Inschrift: JVSSV ET IMPENSIS FRIDERICI VI HOCCE STADIVI PRIMVM IN HOLSATIA STRATVM EST RATIONE MACADAMI BRITANNICI – MDCCCXXVI aufgestellt (- deutsch Auf Befehl und Kosten Friedrichs VI. ist diese Strecke als erste in Holstein nach dem Verfahren des Briten MacAdam (erstellt) – 1826.)

## Weitere Geschichte

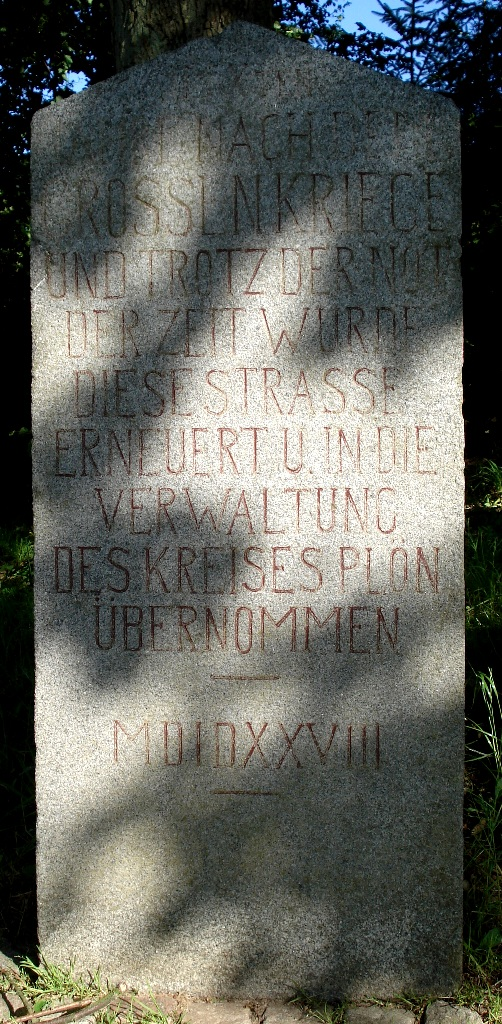
Gedenkstein an den Ausbau der Straße 1928

- 1928 erfolgte ein Ausbau der Straße – hieran erinnert ein Stein mit der Inschrift: NACH DEM GROSSEN KRIEGE UND TROTZ DER NOT DER ZEIT WURDE DIESE STRASSE ERNEUERT U. IN DIE VERWALTUNG DES KREISES PLÖN ÜBERNOMMEN – MDIDXXVIII
- 1999 wurde – nach einem erneuten Umbau ein Findling mit der Inschrift Straßenausbau Pfingstberg 1999 hinzugefügt.

Diese drei Steine bilden zusammen mit einer Informationstafel eine kleine Erinnerungsstätte.

## Quellen

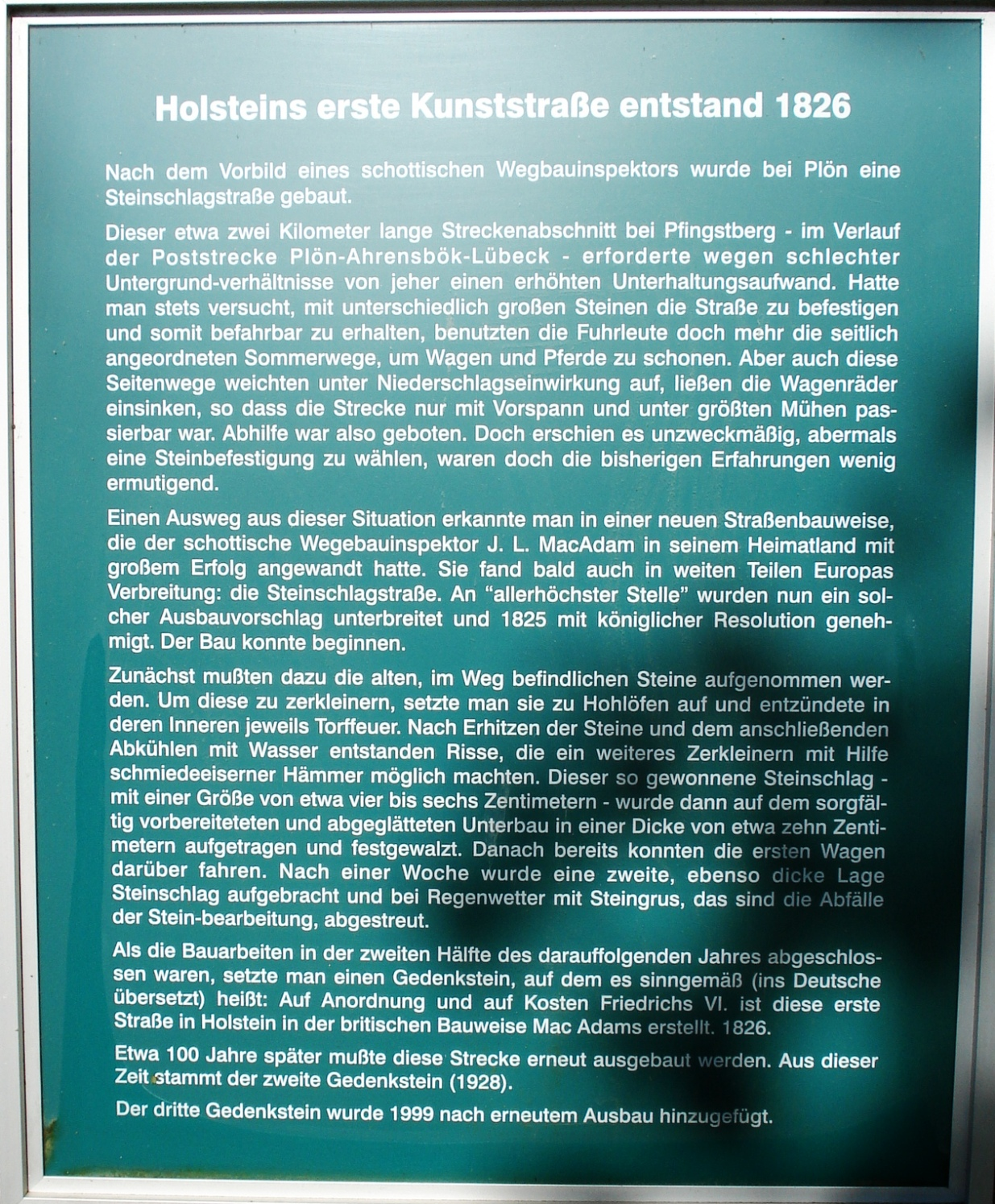
Informationstafel an dem Denkmal in Pfingstberg